# Responsabilitat internacional estatal
La responsabilitat internacional estatal és el conjunt de relacions jurídiques que naixen en dret internacional públic del fet internacionalment il·lícita comesa per un estat. Aquestes relacions es donen entre l'estat infractor, d'una banda, i l'estat perjudicat, una pluralitat d'estats o la comunitat internacional en el seu conjunt, per un altre. Es tracta d'una matèria regulada fonamentalment pel dret consuetudinari però que ha estat objecte de l'atenció de la Comissió de Dret Internacional (CDI). Els quasi quaranta anys de treball de l'organisme van resultar en un Projecte d'Articles sobre Responsabilitat de l'estat per Fets Internacionalment Il·lícits, adoptats per la CDI el 9 d'agost de 2001. L'Assemblea General de les Nacions Unides, el 12 de desembre d'eixe mateix any, ho va remetre a l'atenció dels estats.

## Introducció al concepte
Quan un subjecte de Dret Internacional viola una obligació internacional, sense importar la font d'aquesta obligació, es genera responsabilitat internacional. En el Dret Internacional Clàssic consistia en la generació d'un dany, sent avui dia suficient la comissió d'un fet internacionalment il·lícit.
Una de les conseqüències de la desaparició del dany com a element configurador d'aquesta relació jurídica (responsabilitat internacional) és que ara la responsabilitat és amb tots els estats que vegen modificada la seua situació, i no només amb qui rep el dany.
El projecte de la CDI (Comissió de Dret Internacional) ha de ser entès com una regulació general, permetent l'existència de règims especials que han de ser considerats Lex specialis prevalent, per tant, sobre la Lex generalis.

## Fet internacionalment il·lícit
L'article 1 del projecte de la comissió de dret internacional (CDI) enuncia el principi fonamental que la responsabilitat es deriva de tot fet internacionalment il·lícit realitzat per un estat. Per tant, en virtut de la comissió del fet naix la sèrie de relacions jurídiques que conformen la responsabilitat internacional. Tradicionalment s'entenia que aquestes relacions eren bilaterals, però s'ha acceptat progressivament que existeixen fets que impliquen responsabilitat fins i tot respecte a la comunitat internacional, per la violació de normes erga omnes.
S'atribueix un fet il·lícit a un estat quan un comportament, consistent en una acció o omissió, és atribuïble a l'estat i constitueix violació d'una de les seues obligacions internacionals.
La violació existeix quan el comportament d'un estat no se cenyeix al que li exigeixen les seues obligacions, sigui el que sigui la font i naturalesa d'aquestes. L'obligació ha d'estar en vigor per a l'estat en el moment que es realitza el fet il·lícit.
La licitud o il·licitud del fet s'estableix d'acord amb el dret internacional. És irrellevant que el Dret intern de l'estat infractor qualifique el fet com lícit.

### Atribució del fet
L'estat, per la seua naturalesa, actuarà sempre per mitjà dels seus agents o representants. Es considera fet atribuïble a l'estat el provocat pel comportament de qualsevol dels seus òrgans, fins i tot encara que aquests s'excedisquen en les seues competències. També els de les persones o entitats que, sense ser òrgans de l'estat, estiguen facultades pel dret intern per a exercir atribucions del poder públic i actuen en l'exercici d'aquesta capacitat. Finalment, l'estat serà responsable pels fets comesos per particulars sota les seues instruccions o control, o si reconeix, empara o comparteix l'actuació d'aquells.
És possible invocar la responsabilitat internacional respecte d'un estat en relació amb les actuacions d'altre estat. En primer lloc quan un estat ajuda o presta assistència a un altre en la comissió d'un fet internacionalment il·lícit. En segon lloc quan dirigeix i controla a altre estat en la comissió d'un fet internacionalment il·lícit. Finalment quan coacciona a altre estat per a la comissió d'un fet internacionalment il·lícit.

### Circumstàncies que exclouen la il·licitud
La il·licitud de l'acte d'un estat pot excloure's respecte d'altre estat si aquest consent l'acció, o si es tracta d'una contramesura respecte d'altre fet il·lícit comesa pel segon estat contra el primer. També s'exclou si s'actua en el marc de la legítima defensa, arreplegada en l'article 51 de la Carta de les Nacions Unides. No obstant això, existeixen obligacions de dret humanitari i dret internacional dels drets humans que han de complir-se en tot cas, fins i tot en l'exercici de la legítima defensa, com també han d'acatar-se les normes de ius cogens.
La força major, el perill extrem i l'estat de necessitat exclouen la il·licitud en els casos determinats pels articles del CDI.

## Contingut de la responsabilitat internacional
L'estat que incorre en responsabilitat internacional queda subjecte a una sèrie de conseqüències jurídiques. En primer lloc, no cessa el deure de complir amb l'obligació violada. L'estat ha de també posar fi a la conducta infractora, si aquesta continua, i a oferir garanties que no es repetirà.
Addicionalment, l'estat està obligat a reparar el perjuí causat, tant material com moral, incloent aquest l'honor, dignitat i prestigi d'un estat. El projecte arreplega tres mesures, cadascuna de les quals és subsidiària respecte de les anteriors.
- La restitució o restitutio in integrum, si és possible i no suposa una càrrega desproporcionada.

- La indemnització, incloent el lucre cessant.

- La satisfacció, que pot consistir en "un reconeixement de la violació, una expressió de pesar, una disculpa formal" o altres actes adequats, sempre que no siguen desproporcionats respecte del perjuí ni humiliants per a l'estat responsable.

## Maneres de fer efectiva la responsabilitat
El projecte de la Comissió de Dret Internacional arreplega les mesures que poden adoptar els estats davant la violació d'una obligació internacional per a assegurar que l'estat infractor compleix les obligacions que conformen el contingut de la responsabilitat.

### Invocació
La invocació de la responsabilitat consisteix en l'adopció de mesures relativament oficials, com la presentació d'una reclamació o la incoació d'un procés jurisdiccional o quasijurisdiccional; la mera protesta no ha d'entendre's com invocació de responsabilitat. La invocació haurà de notificar-se a l'estat infractor, podent especificar el comportament que hauria d'adoptar aquest i la forma que hauria d'adoptar la reparació, segons l'estat que reclame.
La invocació és un dret de l'estat lesionat. Si són varis els afectats, cadascun podrà invocar la responsabilitat per separat. Un estat està legitimat per a invocar la violació d'una obligació que l'estat infractor té enfront d'un grup d'estats o enfront de tota la comunitat internacional si li afecta especialment o si la violació és de tal índole que condiciona el compliment per les altres parts, com és el cas de l'incompliment d'un tractat de desarmament.
És possible renunciar a aquest dret. La falta de reacció de l'estat davant la violació es pot presumir com renúncia tàcita.
A més, l'article 48 del projecte de la Comissió de Dret Internacional afirma que un estat podrà invocar la responsabilitat d'un altre, encara que no puga entendre's lesionat. Podrà, en primer lloc, si l'obligació existeix en relació amb un grup d'estats del que l'estat invocant forma part i ha estat establida per a tutelar un interès col·lectiu del grup; en segon lloc, si l'obligació existeix enfront de la comunitat internacional: és a dir, obligacions erga omnes en sentit estricte. Com a exemples d'açò cap destacar la prohibició dels actes d'agressió i genocidi, el compliment dels "principis i normes relatius als drets fonamentals del ser humà, inclosa la protecció contra l'esclavitud i la discriminació racial"; també el dret dels pobles a la lliure determinació.
En aquests casos cap invocar la responsabilitat i sol·licitar la cessació de la conducta i la reparació dels danys, però no poden adoptar-se contramesures, sinó només aquelles mesures que serien lícites en tot cas.

### Mesura d'aplicació coactiva del Dret internacional
A diferència del dret intern en el dret internacional no existeix un sistema institucionalitzat d'aplicació coercitiva del dret. la veritat és que en el dret internacional impera l'autotutela a l'hora d'aplicar coercitivament el dret en la resolució dels conflictes. Així, davant la comissió d'un il·licit internacional l'infractor és obligat per altre subjecte de dret internacional que cerca la cessació de l'il·lícit i la seua reparació.

#### Retorsions
És la realització d'un acte que entra dins de la legalitat internacional, però no dins de les bones pràctiques.

#### Contramesura
L'estat lesionat, per a obtenir la cessació i reparació del fet il·lícit, pot realitzar determinats actes que, en condicions normals, serien contraris a les seues obligacions internacionals. Aquests actes es denominen contramesures, que són un element d'un sistema descentralitzat que tracta de fer efectius els drets dels estats.
No obstant això, al tractar-se d'una forma d'autotutela, les contramesures es presten a abusos. El projecte del CDI tracta d'evitar-los establint límits i condicions al seu exercici.

##### Limitacions
Abans d'adoptar una contramesura, tot estat haurà d'innovar la responsabilitat de l'estat infractor i requerir-li que complisca les seues obligacions. A més, notificarà la decisió d'adoptar contramesures i oferirà una negociació, llevat que l'adopció d'aquelles @haver_de<3>/ realitzar-se immediatament per a la defensa dels seus drets.
Les contramesures no tenen caràcter punitiu, sinó que estan encaminades a induir a l'estat infractor a complir les obligacions derivades de la responsabilitat. Per això, tenen caràcter temporal i haurien de suspendre's quan el fet internacionalment il·lícit haja cessat o la controvèrsia s'haja sotmès a un tribunal internacional, llevat que l'estat no aplique de bona fe els procediments de solució de controvèrsies. En tot cas, quan es faça efectiva la responsabilitat, les contramesures s'interrompran immediatament.
Les contramesures han de regir-se pel principi de proporcionalitat, en atenció a la gravetat del fet internacionalment il·lícit i els drets violats.

##### Obligacions que no poden suspendre's
Les contramesures no poden afectar determinades obligacions:
- L'obligació d'abstenir-se de recórrer a l'amenaça o l'ús de la força, tal com s'enuncia en la Carta de les Nacions Unides;

- Les obligacions establides per a la protecció dels drets humans fonamentals;

- Les obligacions de caràcter humanitari que prohibeixen les represàlies;

- Amb caràcter general, totes les obligacions que emanen de normes de ius cogens.

A més, haurien de complir-se totes les obligacions que s'hagen derivat d'un procediment de solució de controvèrsies aplicable entre l'estat lesionat i l'infractor, així com les relatives a la inviolabilitat dels agents, locals, arxius i documents diplomàtics o consulars.

### Mesures contra violacions greus de normes imperatives
S'entenen com a tals les violacions flagrants i sistemàtiques de normes de ius cogens. Entre els criteris que poden considerar-se per a amidar la gravetat d'una infracció es troben la intenció de violar la norma, el nombre de violacions individuals o la gravetat de les conseqüències que s'implique a les víctimes.
Tota norma de ius cogens té abast erga omnes, pel que tots els estats poden adoptar mesures lícites per a posar fi a la violació. A més, els articles de la CDI afirmen que cap estat reconeixerà com lícita una situació creada per una violació greu, ni prestarà ajuda o assistència per al seu manteniment.